# Walter Söderholm
Alfred Walter Söderholm, född 19 februari 1914 i Trosa, död i januari 1992 i Stockholm, var en svensk målare.
Söderholm studerade vid Otte Skölds målarskola i Stockholm 1952 och bedrev självstudier under resor till Danmark, Frankrike och Spanien. Separat ställde han ut på Konstsalong Rålambshof i Stockholm och i Kalmar. Han medverkade i samlingsutställningen Konst i Trosahem 1957. Hans konst består av landskapsskildringar från Värmland, Öland och Bornholm samt skymningsbilder med hus, träd, människor och hästar. Söderholm är representerad med oljemålningen Rallar-Henrik vid Kalmar museum. 